# Obyvatelstvo Beninu
Republika Benin se se svými 8 100 000 obyvateli neřadí mezi největší africké země, avšak její etnická struktura je velice pestrá, stejně jako je tomu ve většině zemí Černé Afriky.
V zemi žije 42 etnických skupin. Hlavními jsou Fon (39 %), Adja (30 %), Yoruba (11 %) a Bariba (8,5 %). Etnická skupina Bariba pochází zejména ze severních oblastí Nigérie. Dalšími, již nepočetnými, etniky jsou Mina, Dendi, Somba, Mahi, Aizo, Watchi, Goun a také brazilští Kreolové, potomci dřívějších obchodníků s otroky. Prvními objeviteli pobřeží Beninu (1473) a prvními jeho kolonizátory (od čtyřicátých let 17. století) byli totiž Portugalci. Trvale zde žije rovněž asi 5 500 Evropanů, zejména Francouzů.

## Nejpočetnější etnické skupiny

### Fonové
Fonové jsou nejpočetnějším etnikem na území beninské republiky. Velice zvláštní a pro ně charakteristické je jejich náboženství, vodun v Beninu je nejvíce zakořeněno v jeho jižní, pobřežní části (centra v Porto-Novo, Ouidah, Cotonu), ve středu (Abomey) a na západě. Jejich počet v Beninu se odhaduje asi na 2 000 000. Fonové vytvořili v průběhu historie mocné království s centrem v Abomeji.

### Adžanové
Adžanové jsou druhou nejpočetnější skupinou obyvatel, jejich historie je velice úzce spjatá s Fony a s Fony jsou si také velmi příbuzní. Oba kmeny, jak Adžanové, tak Fonové mají vlastní specifické umění a jsou významné zejména svým originálním náboženstvím, o čemž je zmínka výše.

### Jorubové
Jorubové jsou svým počtem daleko nejvýznamnější ze zmíněných kmenů. Jejich počet se odhaduje na 30–40 mil. ,avšak drtivá většina z nich žije v sousední Nigérii. V Beninu jejich počet mírně přesahuje hranici 800 000 osob. Náboženství Jorubů se liší od fonského, věří v reinkarnaci, čímž se blíží více buddhistickému učení. 

### Baribaové
Baribaové jsou čtvrtým nejpočetnějším národem v Beninu, obývají severovýchod země, zejména města Nikky a Kandi, tato města byla v minulosti součástí království Baribaů. Baribaové žijí také ve městě Pehunko, kde jich je na 200 000. Baribaové jsou většinou muslimové, zde je veliký rozdíl oproti dvěma dominantním majoritám.
Kreolové tvoří malou část beninské populace, jejich přítomnost zde je podmíněna portugalskou nadvládou nad zemí. V současné struktuře obyvatelstva nehrají významnou roli.